# Марні зусилля кохання
«Марні зусилля кохання» (англ. Love's Labour's Lost) — комедія англійського письменника Вільяма Шекспіра, вперше опублікована в 1598 році.

## Дійові особи
- Фердінанд — король Наварри
- Бірон, Лонгвіль, Люмен — вельможі з королівського почту
- Бойє, Меркад — вельможі з почту французької принцеси
- Дон Адріано де Армадо —– дивак іспанець
- Отець Натанієль — священик
- Тупак — дозорець
- Олоферн — шкільний учитель
- Довбешка — блазень
- Метелик — паж дона Адріано де Армадо
- Лісничий
- Французька принцеса
- Розаліна, Марія, Катаріна — придворні дами принцеси.
- Жакнета — сільська дівчина
- Вельможі і слуги короля та принцеси

## Український переклад
Українською мовою комедію «Марні зусилля кохання» переклав Михайло Литвинець, переклад увійшов до другого тому шеститомного зібрання творів Шекспіра видавництва «Дніпро».
.
- Вільям Шекспір. Марні зусилля кохання / Перекл. з порт. М. Литвинця; // Вільям Шекспір. Зібрання творів у 6-ти томах. Том 2. К.: Дніпро, 1986. 624 с. — С.: 229-310. [Архівовано 18 вересня 2017 у Wayback Machine.] [Архівовано 18 вересня 2017 у Wayback Machine.]